# Hadrian V.

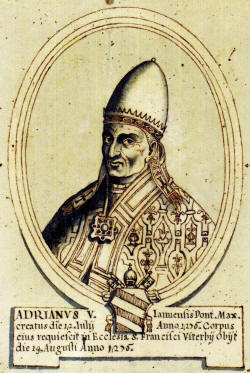
Papst Hadrian V. (Darstellung aus dem 17. Jahrhundert)

Hadrian V. (* um 1205, nach anderen Angaben 1215 in Genua; † 18. August 1276 in Viterbo), ursprünglich Ottobono Fieschi dei Conti di Lavagna, Graf von Lavagna, war im Vierpäpstejahr 1276 für 38 Tage der dritte Papst dieses Jahres.

## Herkunft
Ottobono entstammte der genuesischen Adelsfamilie Fieschi. Seine Schwester Beatrice war die zweite Frau von Graf Thomas II. von Savoyen, sein Onkel Sinibaldo Fieschi wurde im Juni 1243 als Innozenz IV. Papst.

## Karriere im Dienst der Kirche
Sein Onkel Innozenz IV. ernannte ihn im November 1243 zum päpstlichen Kaplan. In den nächsten Jahren wurde er zum Archidiakon von Reims und Parma ernannt, ehe er 1252 Kardinaldiakon von Sant’Adriano al Foro in Rom wurde. Auch nach dem Tod seines Onkels 1254 behielt er eine wichtige Stellung bei der römischen Kurie. Ab 1262 war er Erzpriester der Basilika Santa Maria Maggiore, empfing aber nie die Priesterweihe. Er gehörte zu den Unterhändlern, die mit Richard von Cornwall und anschließend mit dessen Neffen Edmund bzw. dessen Vater, dem englischen König Heinrich III., über eine Kandidatur als König von Sizilien verhandelten (→ Sizilianisches Abenteuer). Die dadurch geschaffenen Verbindungen führten zweifelsfrei dazu, dass er am 4. Mai 1265 von Papst Clemens IV. zum päpstlichen Legaten für England ernannt wurde.

## Legat für England

### Ankunft in England
Als Legat hatte Ottobono drei Hauptaufgaben: er sollte die Bürgerkriegsparteien des Zweiten Kriegs der Barone versöhnen, er sollte die Geistlichkeit und die Arbeit der Kirche reformieren und er sollte für einen Kreuzzug ins Heilige Land werben. Nach dem 19. Juli 1265 verließ er Rom und erreichte vor dem 30. August Paris, wo er vom Tod von Simon de Montfort, dem Führer der Adelsopposition erfuhr, der im Kampf gegen die königliche Partei gefallen war. Am 29. Oktober erreichte er England, wo er aufgrund der unsicheren Lage zunächst im Tower of London Quartier bezog. Am 1. November 1265 traf er König Heinrich III. in Canterbury.

### Mithilfe bei der Beendigung des Bürgerkriegs
Auch wenn der Krieg der Barone durch die Schlacht von Evesham militärisch entschieden worden war, führte die Rachsucht des Königs und seiner Anhänger, die unbarmherzig die besiegten Rebellen enteigneten, zu Unruhen und Kämpfen in weiten Teilen des Landes. Ottobono wurde rasch klar, dass zunächst der Streit zwischen den verbliebenen Rebellen, den sogenannten Enterbten, und den Anhängern des Königs beigelegt werden musste, bevor er sich seinen anderen beiden Aufgaben zuwenden konnte. Am Tag nach seinem Treffen mit dem König berief er ein Konzil der englischen Geistlichen nach London oder Westminster ein. Auf dem Konzil, das am 1. Dezember 1265 stattfand, erklärte Ottobono seinen Auftrag, aber auch die Vollmachten, die er dafür vom Papst erhalten hatte. Deshalb suspendierte er vier Bischöfe als Unterstützer der Rebellen und verkündete eine generelle Exkommunikation aller Feinde des Königs. Diese eindeutige Parteinahme für den König bestätigte die Befürchtungen der Rebellen, die aufgrund seiner Verwandtschaft mit dem ebenfalls mit dem englischen König verwandten Grafen von Savoyen seine Ernennung zurückhaltend aufgenommen hatten.
Für August 1266 berief der König während der langwierigen Belagerung von Kenilworth Castle ein Parlament ein, bei dem Ottobono die Aufnahme von Verhandlungen mit den Enterbten verlangte. Der König berief daraufhin einen Ausschuss ein, der einen Friedensplan erarbeiten sollte. Ottobono diente selbst als einer der beiden Schlichter, die bei Streitigkeiten innerhalb des Ausschusses vermittelten. Nachdem der König das Ergebnis, das Dictum of Kenilworth, am 30. Oktober erlassen hatte, wurde es vom folgenden Tag von Ottobono während eines Konzils der Kirche im nahen Coventry verkündet. Auch wenn Ottobono während eines Parlaments in Bury St Edmunds im Februar 1267 für das Versöhnungsangebot des Königs warb, wiesen viele der Enterbten die strengen Regelungen des Dictum zurück und setzten den Kampf fort. Daraufhin ergriff der Earl of Gloucester Partei für die Enterbten und besetzte im April 1267 London. Ottobono, der zu dieser Zeit in London weilte, widersetzte sich nicht den Truppen Gloucesters, sondern zog sich zu seiner Sicherheit in den Tower zurück. Dort wurden ihm die Kronjuwelen und andere Schätze anvertraut, die der König als Sicherheit für seine Schulden verpfändet hatte. Später zog Ottobono in das Zisterzienserkloster Stratford Langthorne in Essex, wo er im Mai 1267 den König traf. In eiligen Verhandlungen wurde schließlich ein Ausgleich zwischen den Enterbten und dem König vereinbart, so dass auch die verbliebenen Enterbten das Dictum of Kenilworth akzeptieren konnten. Ottobono war eng an den Verhandlungen beteiligt, dabei stimmte er einer Steuer auf die englische Geistlichkeit zu, mit deren Einnahmen die Enterbten unterstützt werden konnten, um ihre Güter zurückzukaufen. Ottobono schrieb, vermutlich im Juni 1267, einen Brief an Papst Clemens IV., in dem er die Versöhnung als Gottes Fügung bezeichnete.
Anschließend wandte sich Ottobono den stockenden Verhandlungen zwischen dem walisischen Fürsten Llywelyn ap Gruffydd und dem englischen König zu, die bereits seit Februar 1267 geführt wurden. Nach viertägigen Verhandlungen hatte er am 25. September den Vertrag von Montgomery ausgehandelt, in dem der König dem walisischen Fürsten weitreichende Zugeständnisse machte. Im Gegenzug erkannte dieser den englischen König als seinen Oberherrn an. Als am 18. November 1267 das Statut von Marlborough endgültig den Krieg der Barone beendete, hatte Ottobono seinen ersten Auftrag erfüllt.

### Reform der englischen Kirche
Nun konnte sich Ottobono seiner zweiten Aufgabe widmen, einer Reform der englischen Kirche. Da sich Bonifatius von Savoyen, der Erzbischof von Canterbury und Primas der englischen Kirche, noch im Exil befand, konnte der Legat seinen Führungsanspruch über die englische Geistlichkeit durchsetzen. Ohne seine Zustimmung konnte keine Wahl eines Abtes oder Bischofes stattfinden. Für April 1268 berief er ein dreitägiges Konzil in die Londoner St Paul’s Cathedral ein, an dem alle Geistlichen teilnehmen oder einen Vertreter schicken sollten. Nachdem er exkommunizierten ehemaligen Rebellen die Absolution erteilt hatte, erließ Ottobono 53 Regeln für die Geistlichen. Die Grundlage dieser Regeln waren die Regeln, die 1237 Legat Oddone erlassen hatte, doch Ottobono hatte sie wesentlich erweitert. Seine Regeln beinhalteten Vorschriften sowohl für Säkularkleriker wie auch für die Ordensgeistlichkeit. Den Säkularklerikern verbot er beispielsweise, weltliche Urteile zu fällen oder überhaupt an Prozessen der Blutgerichtsbarkeit teilzunehmen. Die Regeln verboten den Geistlichen Simonie, Konkubinat und das Tragen von Waffen. Der Ämterhäufung wurden Begrenzungen gesetzt. Ottobono versuchte, die Stellung von Pfarrern zu verbessern, verlangte aber auch, dass sie an ihrem Amtssitz wohnen sollten. Auch die Bischöfe sollten in ihren Diözesen dauerhaft wohnen, und die Möglichkeit, dass Geistliche sich in ihren Ämtern vertreten ließen, sollte eingeschränkt werden. Weitere Regeln betrafen die Instandhaltung von Kirchengebäuden und das Recht auf Kirchenasyl.
Die letzten dreizehn Regeln betrafen die Ordensgeistlichen, die traditionelle Regeln wie Fleischverzehr, den Umfang des privaten Besitzes und die Möglichkeit von Handel durch Geistliche. Ottobono zeigte dabei, dass er profunde Kenntnisse der Klöster hatte. Dabei erließ er auch nach Visitationen, die seine Beauftragten in den Klöstern durchführten, für diese spezielle Vorschriften. Die Bischöfe wurden angewiesen, die Regeln auf den jährlichen Diözesansynoden wörtlich vorzutragen. Ottobonos Regeln blieben bis ins 16. Jahrhundert die rechtliche Grundlage der Kirche von England.

### Werben für einen Kreuzzug
Als Legat war Ottobono dazu auch für Irland und Schottland zuständig, wohin er jedoch nie reiste. Stattdessen ließ er sich dort durch Gesandte vertreten. Sein erster Gesandter nach Schottland wurde noch durch König Alexander III. empfangen, doch der König weigerte sich, auch den folgenden Gesandten zu empfangen. Als Ottobono einen dritten Gesandten schickte, drohte der König diesem Gewalt an. Dennoch nahmen schottische Bischöfe an den von Ottobono einberufenen Konzilen teil. Er zeigte jedoch kein besonderes Interesse an Irland und Schottland, sondern begnügte sich damit, dass dort von Bischöfen für einen Kreuzzug geworben wurde.
Trotz seines Engagements für die Beendigung des Bürgerkriegs und für eine Reform der Geistlichkeit vernachlässigte Ottobono nicht, für einen Kreuzzug zu predigen. Der Papst hatte verfügt, dass die bislang in England für einen Kreuzzug gesammelten Gelder, die für 500 Ritter ausreichten, von anderen Kreuzfahrern verwandt werden dürften. Aufgrund der durch den andauernden Bürgerkrieg fortdauernden Kämpfe konnten jedoch zunächst überhaupt keine Kreuzfahrer gewonnen werden, so dass Papst Urban IV. sich über die mangelnde Beteiligung englischer Kreuzfahrer beschwerte und Ottobono zu mehr Anstrengungen aufforderte. Nachdem Ottobono bereits auf dem Parlament in Bury St Edmunds, in London und in Lincoln für einen Kreuzzug gepredigt hatte, konnte er schließlich im Juni oder Juli 1268 in Northampton den Thronfolger Lord Eduard und zahlreiche weitere Barone bewegen, ein Kreuzzugsgelübde abzulegen. Wenig später endete seine Amtszeit als Legat in England, und Ottobono konnte in der Gewissheit nach Italien zurückkehren, seine Aufträge erfüllt zu haben.

## Aufstieg zum Papst
Nach seiner Rückkehr nach Rom, im Juni 1268, avancierte Fieschi rasch zu einem der angesehensten Mitglieder der Kurie, der das Haus Anjou in Italien maßgeblich unterstützte. Er nahm 1274 am zweiten Konzil von Lyon teil. Nach dem Tod von Innozenz V. gehörte er mit elf anderen Kardinälen dem Konklave an, das am 2. Juli 1276 im Lateran zusammenkam. Karl von Anjou überwachte als Senator von Rom das Konklave und ließ angeblich die italienischen Kardinäle nur mit Wasser und Brot versorgen, um einen französischen Kardinal zum Papst wählen zu lassen. Am 11. Juli wurde mit Ottobono Fieschi jedoch ein Italiener zum neuen Papst gewählt.

## Pontifikat
Als Papst wählte Ottobono den Namen Hadrian V. und hob die Konklaveordnung Gregors X. auf. Es sollte seine einzige schriftlich fixierte Amtshandlung sein, die heute noch nachweisbar ist. Ohne Priester- und Bischofsweihe oder die Papstkrönung empfangen zu haben, zog er sich, bereits krank, nach Viterbo zurück, wo er am 18. August starb.

## Beisetzung und Nachwirkung

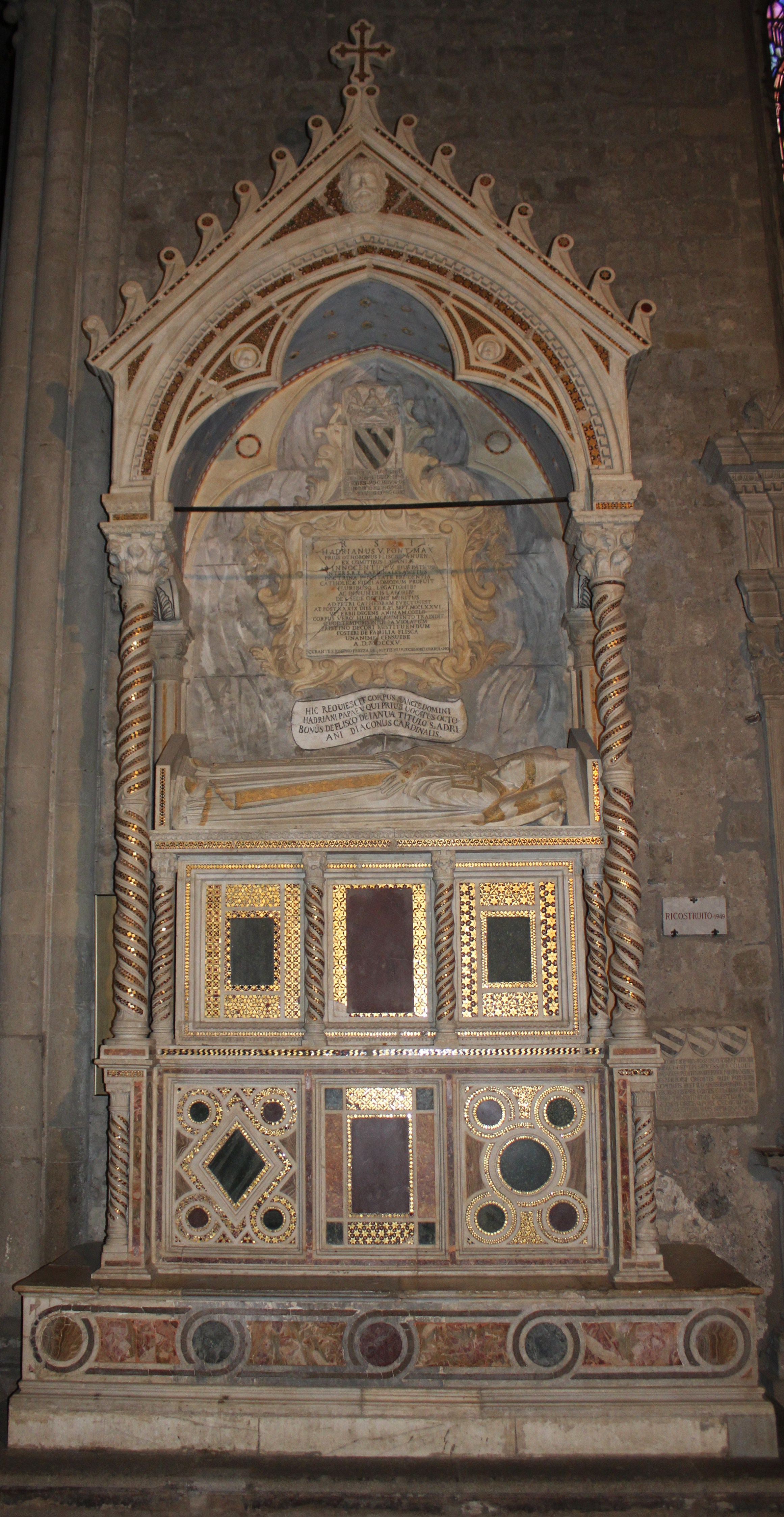
Grabmal in San Francesco in Viterbo

Hadrian V. wurde in der Kirche San Francesco in Viterbo beigesetzt, wo ein Grabdenkmal des Florentiner Bildhauers Arnolfo di Cambio an ihn erinnert. In seinem Vermächtnis hatte Hadrian V. Gebete für den verstorbenen englischen König Heinrich III. und dessen Familie eingeschlossen, dazu stiftete er in seiner Heimat Ligurien ein Thomas Becket gewidmetes Hospital, das besonders englischen Pilgern offenstehen sollte. In seinem persönlichen Besitz fand sich ein kostbarer Edelstein, der aus der englischen Königskrone stammte.
Im 19. Gesang der Göttlichen Komödie von Dante Alighieri tritt Hadrian V. als Büßer auf, der für seine Habgier und seinen Geiz büßt und zunächst unerkannt bleibt.